# Окулярник оливковий
Окулярник оливковий (Zosterops fuscicapilla) — вид горобцеподібних птахів родини окулярникових (Zosteropidae). Ендемік Нової Гвінеї. Zosterops crookshanki раніше вважався підвидом оливкового окулярника, однак був визнаний окремим видом.

## Опис
Довжина птаха становить 9,5-11 см, вага 10,8 г. Лоб і потилиця чорні. Навколо очей білі кільця, які перетинаються чорними смугами, що ідуть від дзьоба до очей. Верхня частина тіла тьмяна, жовтувато-оливково-зелена. Кінчики крил і хвіст темно-коричневі. Горло і нижня частина тіла жовтувато-оливково-зелені, живіт і гузка жовті. Очі карі або червонувато-карі, дзьоб темно-сірий з червонуватим відтінком, лапи сірі. Самиця схожа на самця, однак має дещо тьмяніше і менш жовте забарвлення. У молодих птахів дзьоб оранжевий, а боки світло-жовті, чорна пляма на голові у них відсутня.

## Поширення і екологія
Оливкові окулярники живуть в гірських тропічних лісах Нової Гвінеї на висоті від 1200 до 2100 м над рівнем моря.